# Північна Кадахта
Північна Кадахта́ (рос. Северная Кадахта) — село у складі Каримського району Забайкальського краю, Росія. Входить до складу Кадахтинського сільського поселення.

## Історія
Село утворено 2013 року шляхом виділення зі складу села Кадахта.